# Йосиф Нюйоркски
Йосиф I е епископ на Българската православна църква, нюйоркски митрополит от 1972 до 1987 година.

## Биография
Роден е на 11 април 1907 година в плевенското село Махалата, днес град Искър, България, със светското име Величко Диков Иванов. Учи в Махалата, четвърти и пети гимназиален клас завършва в Плевен, а шести в Долни Дъбник. През 1924 година започва да учи в Софийската духовна семинария, която завършва през 1930 година. През есента на същата година започва да учи в Богословския факултет при Софийски университет „Св. Климент Охридски“, който завършва през 1934 година. От ноември същата година е назначен за секретар на Рилската обител, където на 18 май 1935 година митрополит Стефан Софийски го подстригва в монашество с името Йосиф под духовното старчество на митрополит Паисий Врачански. На следващия ден 19 май митрополит Паисий го ръкополага за йеродякон. От октомври 1935 година йеродякон Йосиф е назначен за епархийски проповедник във Врачанската епархия. На 6 април 1936 година митрополит Паисий го ръкополага за йеромонах, а скоро след това е назначен за секретар на Врачанската митрополия. През учебната 1938/1939 година специализира в Германия.
След завръщането си в България, от 1 януари 1939 года е назначен за протосингел на Врачанската митрополия. На 6 (19) декември 1939 година, по решение на Светия Синод, във врачанския катедрален храм „Свети Николай“ е възведен в архимандритско достойнство от митрополит Паисий Врачански. От края на юли 1941 до 15 септември 1942 година архимандрит Йосиф е протосингел на Пловдивската митрополия. От 15 септември 1942 година е назначен за началник на Културно-просветния отдел при Светия синод.
Архимандрит Йосиф заедно с архимандрит Стефан Николов и архимандрит Николай Кожухаров участва в комисиите за клането в Катин и Виница през 1943 година. Поради участието си в тази комисия след 9 септември 1944 година Йосиф е изправен през Върховен състав на Народния съд и осъден на една година лишаване от свобода и глоба от 50 000 лева. През следващите години комунистическият режим продължава да го смята за „вражески настроен“, а „Държавна сигурност“ прави три неуспешни опити да го вербува за свой сътрудник, използвайки обичайните в такива случаи изнудвания и заплахи.
От септември 1945 година до август 1946 година е уредник на Синодалната библиотека и издания, а от август 1946 година отново е началник на Културно-просветния отдел на Синода и председател на Съюза на православните християнски братства.
От 15 юни 1947 година е ректор на преместената в Бачковския манастир Пловдивска духовна семинария. Току-що поел поста си ректор е поставен в изключително притеснено положение поради избухнал пожар в Бачково. Училището остава без покрив, а и в цялата епархия не се открива ни една църковна сграда или манастир, която да приюти семинарията. Той се заема с непосилната задача да върне семинарията в Пловдив, част от сградите на която са вече освободени от една военна част. Властите обаче красноречиво му дават да разбере, че това няма да стане, определяйки сградите на семинарията за нуждите на новооткрития тук Агрономически факултет на Аграрния университет.
Ректор е на семинарията до обединението ѝ със Софийската през януари 1951 година, когато става протосингел на Софийската митрополия. От 1 януари 1952 година е назначен за началник на отдела за Духовен надзор на ставропигиалните манастири при Светия Синод, а от 1 януари 1954 година е преназначен за началник на новообразувания отдел за Богослужебен и духовен надзор. Като такъв на 7 април 1957 година в патриаршеската катедрала „Свети Александър Невски“ е ръкоположен в епископски сан с титлата знеполски и е назначен за викарий на софийския митрополит.
През следващите години кариерата на епископ Йосиф Знеполски замира, като той е особено разочарован от неуспеха си да бъде избран за старозагорски митрополит през юли 1967 година, когато въпреки подкрепата за Йосиф на патриарх Кирил за поста е предпочетен Панкратий Велички. По това време той започва кореспонденция с американския митрополит Андрей, надявайки се да стане негов викарен епископ, като по този начин се откъсне от контрола на тоталитарния режим в България. До това не се стига, тъй като през 1969 година патриарх Кирил провежда решение за разделяне на Американската епархия и Йосиф е изпратен в Съединените щати като временно управляващ създадените върху основната ѝ част Акронска и Детройтска епрахия. Той обаче не става митрополит, изглежда заради резервите на комунистическия режим към него.
Епископ Йосиф пристига в Съединените щати през април 1970 година. На 17 декември 1972 година е избран за нюйоркски митрополит, наследявайки на този пост митрополит Андрей и изпадайки в неговото положение – изолиран от режима в България, той номинално е най-висшият български духовник в Америка, но на практика оглавява символична епархия, състояща се от само една енория.
Почива на 4 септември 1987 година в София. Погребан е в Централните софийски гробища.